# Домбково
Домбково (пол. Dąbkowo, нім. Schönaich) — село в Польщі, у гміні Ґодково Ельблонзького повіту Вармінсько-Мазурського воєводства.
Населення — 62 особи (2011).
У 1975-1998 роках село належало до Ельблонзького воєводства.

## Демографія
Демографічна структура станом на 31 березня 2011 року:
|          | Загалом | Допрацездатний вік | Працездатний вік | Постпрацездатний вік |
| -------- | ------- | ------------------ | ---------------- | -------------------- |
| Чоловіки | 35      | 4                  | 28               | 3                    |
| Жінки    | 27      | 7                  | 13               | 7                    |
| Разом    | 62      | 11                 | 41               | 10                   |